# Tinadysderina
Genre
Tinadysderina est un genre d'araignées aranéomorphes de la famille des Oonopidae.

## Distribution
Les espèces de ce genre se rencontrent en Colombie et en Équateur.

## Liste des espèces
Selon World Spider Catalog (version 15.0, 2014) :
- Tinadysderina bremen Platnick, Berniker & Bonaldo, 2013
- Tinadysderina gorgona Platnick, Berniker & Bonaldo, 2013
- Tinadysderina otonga Platnick, Berniker & Bonaldo, 2013
- Tinadysderina pereira Platnick, Berniker & Bonaldo, 2013
- Tinadysderina planada Platnick, Berniker & Bonaldo, 2013
- Tinadysderina tinalandia Platnick, Berniker & Bonaldo, 2013

## Publication originale
- Platnick, Berniker & Bonaldo, 2013 : The South American goblin spiders of the new genera Pseudodysderina and Tinadysderina (Araneae, Oonopidae). American Museum Novitates, no 3787, p. 1-43 (texte intégral).